# محرر الصوت (صناعة الأفلام)

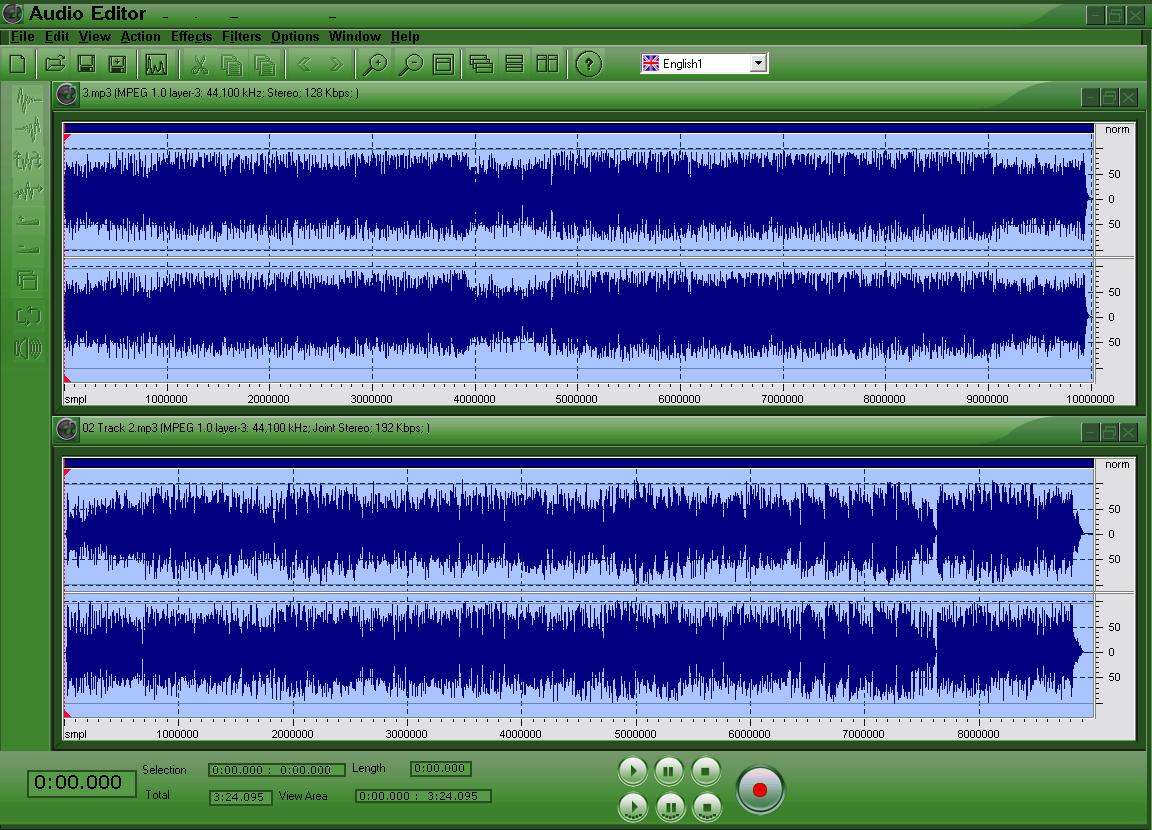

محرر الصوت هو عامل حرفي إبداعي مسؤول عن تحديد وتجميع التسجيلات الصوتية وذلك للتحضير النهائي لمرحلة خلط أو مكساج الصوت (sound mixing) وكذلك مرحلة الماسترينغ الصوتي لأي منتج مرئي سواءً كان برنامج تلفزيوني، فيلم، لعبة فيديو، أو أي إنتاج يحتوي على صوتٍ مسجلٍ أو اصطناعي. 
ظهرت عمليات تحرير الصوت نتيجةً للحاجة إلى إصلاح التسجيلات الصوتية غير المكتملة، أو غير المثيرة، أو تلك التي كانت أقل شأناً من الناحية الفنية في فترة بداية إصدار الأفلام الناطقة. مع مرور الوقت وعلى مدار عقود من الزمن أصبح هذا العمل حرفة لها شأن في صناعة الأفلام حيث يقوم محررو الصوت بتنفيذ الأهداف الجمالية من تصميم الصوت للصور المتحركة.
تعترف أكاديمية فنون وعلوم الصور المتحركة بقيمة المساهمة الإستثنائية لتحرير الصوت وذلك عن طريق جائزة الأوسكار لأفضل تحرير الصوت.

هناك أساساً ثلاثة أقسام للصوت يتم جمعها جنباً إلى جنب لخلق المزيج الصوتي النهائي وهي الحوار، والمؤثرات، والموسيقى. في الأسواق الكبيرة مثل نيويورك ولوس أنجلوس، محررو الصوت غالبا ما يتخصصون في قسم واحد من هذه المجالات، وبالتالي في أي عمل ما سيكون هناك محرر منفصل للحوار، وآخر للمؤثرات، وآخر للموسيقى.أما في الأسواق الأصغر، فيُتوقع من محرري الصوت أن يعرفوا كيفية التعامل مع كل هذه الأقسام، وأحياناً يقوموا بالمكساج الصوتي (خلط الصوت) أيضاً. آمؤثرات التحرير الصوتي  تشبه خلق المحيط الصوتي للفلم من الصفر، في حين أن تحرير الحوار يشبه أخذ المحيط الصوتي الموجود ومعالجته. يمكن النظر لتحرير الحوار بأكثر دقة على أنه «تحرير صوت الإنتاج»، حيث يأخذ المحرر الصوت الأصلي المسجل في موقع التصوير، ومن ثم يقوم باستخدام مجموعة متنوعة من التقنيات لجعل الحوار أكثر قابلية للفهم، وكذلك أكثر سلاسة، وبالتالي فإن المستمع لا يسمع أصوات التنقل من لقطة إلى لقطة (في كثير من الأحيان الأصوات الخلفية غير كلمات الحوار تتغير بشكل كبير من محالة تصوير إلى أخرى). من بين التحديات التي يواجهها محرري المؤثرات الصوتية هو كيفية تجميع العناصر المختلفة لإنشاء أصوات منطقية لكل ما يراه المشاهد على الشاشة، بالإضافة إلى حفظ مكتبة المؤثرات الصوتية للإستخدامات المستقبلية.

## المعدات
القطعة الأساسية من المعدات الحديثة المستخدمة في تحرير الصوت هي محطة عمل الصوت الرقمي وهي تتيح وضع الأصوات المخزنة في الكمبيوتر في توقيت متزامن مع صورة متحركة، بعد خلطها، وتعديلها، وتوثيقها. محطة العمل الصوتية الأكثر إستخداماً في صناعة الأفلام الأمريكية، اعتباراً من عام 2012، هو برو تولز من شركة آفيد. في لأغلب هذه المحطة الصوتية تعمل على أجهزة ماكينتوش.أنظمة أخرى اُستخدمت تاريخيا من أجل تحرير الصوت:
- WaveFrame, المصنعة من قبل WaveFrame من Emeryville, CA
- عدة محطات صوتية رقمية تم تصنيعها من قبل Fairlight
- SonicSolutions سونيك سلوشينز
- AMS-Neve  Audiofile ملف آيه ام سي-نيف الصوتي
- AudioVision أوديو فيجن المصنعة من قبل آفيد

## في مجالات أخرى
في إنتاج البرامج الإذاعية والموسيقى, الأشخاص الذين يعالجون التسجيلات الصوتية يعرفون اختصاراً باسم «المحررين» وذلك في الحالات التي لايقوم المنتجين أنفسهم بهذه المهمة.